# Maria Paula Silva
Maria Paula Silva, född den 11 mars 1962 i São Paulo, Brasilien, är en brasiliansk basketspelare som var med och tog OS-silver 1996 i Atlanta. Detta var första gången Brasilien tog en medalj i damklassen vid de olympiska baskettävlingarna.